# Thomas N'Kono
Thomas N'Kono (Dizangué, Litoral, 20 de julio de 1956) es un exfutbolista y entrenador camerunés. Jugaba en la posición de portero y se destacó en clubes como el Real Club Deportivo Espanyol, además de en la selección de Camerún. Actualmente es embajador del club periquito asumiendo funciones representativas.
Es el cuarto jugador con más partidos oficiales disputados en la historia del Real Club Deportivo Espanyol (noviembre de 2022).

## Biografía
Comenzó su carrera deportiva en las filas del Canon Yaoundé, donde jugó desde 1977 a 1982. 
En 1979 fue distinguido con el premio al mejor jugador africano, siendo el primer portero en conseguirlo. Un premio que volvió a conseguir en 1982, año en el que además se clasificó con su selección para el Mundial de 1982 y fichó por el RCD Español.
En el Español fue el portero titular durante ocho temporadas, convirtiéndose en el segundo jugador extranjero que más tiempo ha vestido la camiseta del Español. El primero es actualmente el argentino Mauricio Pochettino. 
Los aficionados, además de por su innegable calidad como guardameta, lo recuerdan porque siempre jugó con pantalón largo, debido a su sentido del pudor, y a las paradas que hacía de balones aéreos a una sola mano, hecho que hizo que, cuando era entrenador Javier Clemente, este le amenazara con la suplencia si continuaba haciéndolas. En las filas del Español, su talento por fin fue reconocido mundialmente y sus actuaciones en España fueron ejemplares. Llegó a estar imbatido durante 496 minutos.
En su selección ha sido uno de los grandes referentes de los leones indomables durante muchos años. Completó un gran Mundial en España 82. En 1984 fue Campeón de la Copa de África de Naciones. En 1986, a los veintinueve años de edad, N'Kono y su selección se quedaron sin ir al Mundial de México, ya que fueron eliminados por Zambia en las eliminatorias. Sin embargo, luchó de nuevo y en 1990 llegó al Mundial de Italia. A los treinta y tres años de edad, N'Kono y la selección de Camerún hicieron historia. Permitió un solo gol en los primeros dos partidos de ese Mundial y eso lo volvió a poner en lo más alto del deporte mundial. N'Kono llegó a los cuartos de final y se fue satisfecho con el logro.
Cuando todos lo daban por retirado, acudió a la cita del Mundial de EE. UU. 94 como suplente. Tras su paso por el Español, se marchó al Sabadell y de ahí al Hospitalet.
Abandonó España y jugó en varios equipos de diversos puntos del globo, como en Bolivia (en el Bolívar de la Paz), Brunéi e Indonesia, entre otros, retirándose a los cuarenta y cinco años de edad. 
A su retirada pasó a ejercer labores de técnico, cosechó en los Juegos Olímpicos de Sídney la medalla de oro. Luego fue entrenador de porteros del RCD Espanyol y trabajó en Barcelona con jóvenes porteros, a los que trata de formar deportivamente. El caso más importante fue el de Didier Ovono.
Jugó con el Español 241 partidos en primera división y fue internacional con Camerún en 112 ocasiones.
Ostenta el récord imbatido en la liga boliviana con 761 minutos sin recibir goles en la temporada 1995 con Bolívar y lo sigue otro arquero celeste, Jorge Battaglia, con 697 minutos sin goles en 1984; el podio lo cierra Víctor Aragón con 686 minutos en 1989, cuidando el arco de The Strongest.

## Clubes

### Como futbolista
| Club          | País    | Año       |
| ------------- | ------- | --------- |
| Canon Yaoundé | Camerún | 1977-1982 |
| RCD Español   | España  | 1982-1990 |
| CE Sabadell   | España  | 1990-1993 |
| CE Hospitalet | España  | 1993-1994 |
| Club Bolívar  | Bolivia | 1994-1997 |

### Como entrenador
| Club         | País    | Año       | Notas                  |
| ------------ | ------- | --------- | ---------------------- |
| Camerún      | Camerún | 2001-2002 | Entrenador de porteros |
| RCD Espanyol | España  | 2003-2006 | Entrenador de porteros |
| Camerún      | Camerún | 2007-2009 | Segundo entrenador     |
| Camerún      | Camerún | 2009      | Entrenador interino    |
| RCD Espanyol | España  | 2009-2023 | Entrenador de porteros |

## Palmarés
- cinco veces campeón de Camerún con Canon Yaoundé
- dos veces campeón de África con Canon Yaoundé
- una vez campeón de la Copa Africana de Naciones con Camerún en 1984
- dos veces campeón de Bolivia con Bolívar, en 1996 y 1997

### Individual
- dos veces mejor jugador africano del año
- balón de oro africano en 1979 y en 1982